# إيان هانافان
إيان هانافان (بالإنجليزية: Ian Hanavan)‏ مواليد 15 أغسطس 1980 في مولين، هو لاعب كرة سلة أمريكي سابق. بدأ مسيرته الاحترافية في سنة 2003. يبلغ طوله 6 قدم 8 بوصة (2.0 م). اعتزل اللعب في 2016. لعب مع نادي نيمبورك لكرة السلة في الدوري التشيكي الوطني لكرة السلة.

## الإنجازات
- كأس السوبر البلجيكية لكرة السلة (1): 2014

## روابط خارجية
- إيان هانافان على موقع الدوري الأوروبي لكرة السلة (الإنجليزية)
- إيان هانافان على موقع كرة السلة الأوروبية.كوم (الإنجليزية)
- إيان هانافان على موقع كلية كرة السلة في سبورتس رفرنس.كوم (الإنجليزية)
- إيان هانافان على موقع ريلجم (الإنجليزية)
- إيان هانافان على موقع بروبوليرز (الإنجليزية)
- إيان هانافان على موقع سبورتس رفرنس (الإنجليزية)